# Rafael Martins
Clecildo Rafael Martins de Souza Ladislau (Santos, 17 marzo 1989) è un calciatore brasiliano, attaccante del Leixões.

## Carriera
Dopo gli inizi in Brasile si trasferisce dapprima in Portogallo e poi in Spagna, dove farà il suo debutto in Liga durante la stagione 2014-2015 con la maglia del Levante.

## Palmarès

### Club

#### Competizioni nazionali
- Liga Portugal 2: 1

Santa Clara: 2023-2024